# Herbert Kriegisch
Herbert Kriegisch (* 7. Oktober 1930; † 23. Dezember 2011 in Edling) war ein deutscher Architekt und Hochschullehrer.

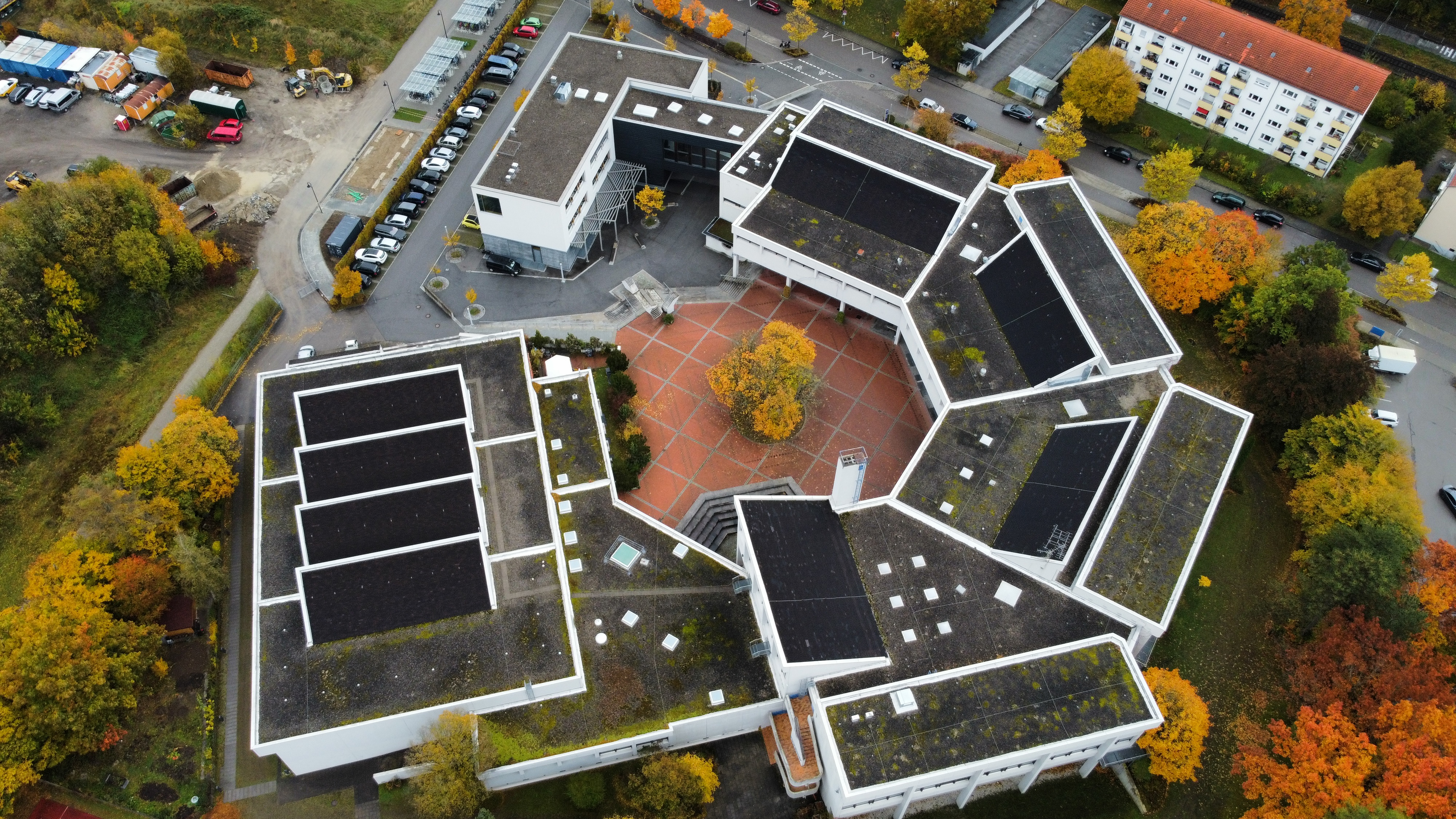
Otfried-Preußler-Gymnasium Pullach

## Werdegang
Der geborene Sudetendeutsche legte die Prüfung zum Regierungsbaumeister ab und arbeitete bei Josef Wiedemann. Kriegisch lehrte als Professor an der Fachhochschule München, dort war er auch als Dekan tätig. Er war Mitglied des Senats und der Vollversammlung der Hochschule. Als Architekt war er vor allem für die GWG Städtische Wohnungsgesellschaft München tätig. Er war Mitglied im Bund Deutscher Architekten.

## Bauten
- 1970–1973: Staatliches Gymnasium, Pullach (heute: Otfried-Preußler-Gymnasium Pullach) mit Werner Fauser und Künstler Manfred Mayerle[4][5]
- 1974–1976: Erweiterung des Rathauses Dachau mit Werner Fauser und Künstler Reinhold Grübl
- 1984: Wohngebäude mit Videothek, Wasserburg am Inn[6]
- 1989: Haus Kriegisch - Staudhamer Straße 4, Edling[7][8]
- 1999: Neugestaltung der Wallfahrtskirche Maria Hilfe der Christen, Aschau-Waldwinkel[9]
- Don Bosco Jugendwerk, Mettenheim
- Sanierung des Krippnerhauses, Edling
- Umbau Rathaus, Edling

## Ehrungen und Preise
- 1977: BDA-Preis Bayern für Erweiterung Rathaus Dachau

- Baudenkmal von Dachau: Erweiterung Rathaus Dachau[10]
- Baudenkmal von Pullach: Staatliches Gymnasium Pullach[11]